# تشو تشان-هو
تشو تشان-هو (هانغل: 조찬호) هو لاعب كرة قدم كوري جنوبي في مركز نصف الجناح، ولد في 10 أبريل 1986 في كوريا الجنوبية. شارك مع منتخب كوريا الجنوبية تحت 17 سنة لكرة القدم ومنتخب كوريا الجنوبية لكرة القدم. أما مع النوادي، فقد لعب مع بوهانغ ستيلرز وجامعة يونسي وسوون سامسونغ بلووينغز ونادي سول.

## وصلات خارجية
- تشو تشان-هو على موقع دوري كوريا الجنوبية (الإنجليزية)
- تشو تشان-هو على موقع قاعدة بيانات كرة القدم.إي يو (الإنجليزية)
- تشو تشان-هو على موقع ناشيونال فوتبول تيمز (الإنجليزية)
- تشو تشان-هو على موقع Soccerway.com (الإنجليزية)